# 753
El 753 (DCCLIII) fou un any comú començat en dilluns del calendari julià.

## Esdeveniments
- Constantí V convoca el Concili de Hièria (celebrat el 754).[1]
- Els àrabs conquereixen Samarcanda.[2]